# Egill Rostrup
Egill Barfod Rostrup (* 16. März 1876 in Kopenhagen; † 3. August 1940 in Rønne) war ein dänischer Schauspieler, Regisseur und Theaterintendant.

## Leben

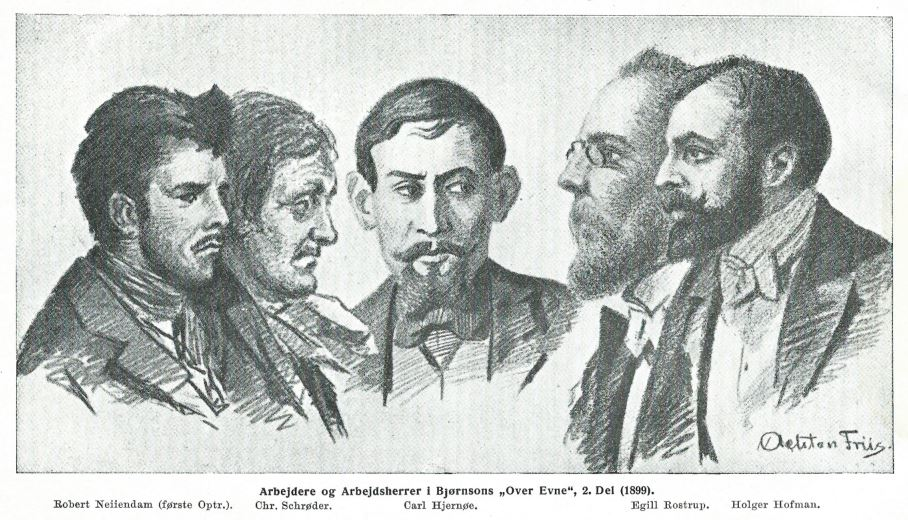
Zeichnung von Achton Friis zu der Inszenierung zum Schauspiel Über die Kraft (Over Ævne) von Bjørnstjerne Bjørnson im Folketeatret. Von links nach rechts: Robert Neiiendam, Christian Schrøder, Carl Hjernø, Egill Rostrup und Holger Hofman.

Egill Rostrup wuchs als Sohn des Rechtsanwalts und Kommunalpolitiker Kaspar Søren Rostrup (1845–1911) und dessen Frau Anne Kristiane Rostrup (1850–1919) gemeinsam mit seinem jüngeren Bruder Aage Rostrup (1877–1957) in Kopenhagen auf.
Nach seinem Schulabschluss absolvierte er von 1894 bis 1897 seine Schauspielausbildung an der Eleveskole des Königlichen Theaters Kopenhagen, wo er auch sein Bühnendebüt als Darsteller hatte. Als Bühnendarsteller wirkte er in zahlreichen Theaterstücken, Operetten, Musicals und in Varieté-Shows mit, so unter anderem auch am Folketeatret, am Betty-Nansen-Theater, am Dagmarteatret, am Frederiksberg-Theater, am Odense Teater oder am Aarhus Teater, wo er später langjährig als festes Ensemblemitglied engagiert war. Später war er auch als Theaterintendant tätig. Von 1911 bis 1936 wirkte er in mehreren Filmen mit, darunter in einigen Stummfilmen. Er führte bei mehreren Spielfilmen die Regie und war auch als Drehbuchautor tätig. Rostrup gehörte als Mitglied viele Jahre lang dem dänischen Schauspielerverband und dem Staatlichen Theaterrat an.
Rostrup war in erster Ehe von 1903 bis 1911 mit der Schauspielerin Oda Rostrup (1879–1955) verheiratet. Aus der Ehe ging ein Sohn hervor, der Philosoph Haavard Rostrup (1907–1986). In zweiter Ehe war er ab dem 12. Dezember 1913 bis zu seinem Tod mit der Schauspielerin Ellen Rovsing (1889–1960) verheiratet. Aus der Ehe ging ein Sohn hervor, der Schauspieler Asmund Rostrup. Seine letzten Lebensjahre verbrachte Rostrup in der Kleinstadt Rønne auf der Insel Bornholm. Dort starb er am 3. August 1940 im Alter von 64 Jahren. Seine Grabstätte befindet sich auf dem Friedhof in Svaneke.

## Filmografie (Auswahl)
- 1911: Den utro Hustru
- 1912: Dyrekobt Venskab
- 1919: Grevindens ære
- 1921: Vor fælles Ven
- 1921: Kan disse Øjne lyve?
- 1922: Pigen fra Sydhavsøen
- 1922: Große Erwartungen (Store Forventninger)
- 1923: Nedbrudte nerver
- 1925: Wenn zwei sich lieben (Fra Piazza del Popolo)
- 1926: Das verlorene Glück (Det sovende Hus)
- 1926: Lykkehjulet